# Гарасюки
Гарасюки (пол. Harasiuki) — село в Польщі, у гміні Гарасюки Ніжанського повіту Підкарпатського воєводства. Населення — 871 особа (2011).

## Історія
За даними етнографічної експедиції 1869—1870 років під керівництвом Павла Чубинського, населення села порівну становили українськомовні греко-католики та польськомовні римо-католики.
У 1975—1998 роках село належало до Тарнобжезького воєводства.

## Демографія
Демографічна структура станом на 31 березня 2011 року:
|          | Загалом | Допрацездатний вік | Працездатний вік | Постпрацездатний вік |
| -------- | ------- | ------------------ | ---------------- | -------------------- |
| Чоловіки | 428     | 86                 | 303              | 39                   |
| Жінки    | 443     | 84                 | 263              | 96                   |
| Разом    | 871     | 170                | 566              | 135                  |